# Équipe cycliste CMAX Dila
CMAX Dila est une ancienne équipe cycliste féminine basée en Italie, qui a existé de 2007 à 2009. Elle avait son siège à Eupilio près de Côme en Lombardie. Elle est dirigée par Massimiliano Bonanomi.

## Histoire de l'équipe
Elle avait son siège à Eupilio près de Côme en Lombardie.

## Classements UCI
Ce tableau présente les places de l'équipe CMAX Dila au classement de l'Union cycliste internationale en fin de saison, ainsi que ses meilleures coureuses au classement individuel.
| Année | Classement par équipes | Meilleure coureuse au classement individuel |
| 2007  | 21e                    | Evelyn García (41e)                         |
| 2008  | 12e                    | Marta Bastianelli (38e)                     |
| 2009  | 27e                    | Marta Vila Josana Andreu (148e)             |

Ce tableau présente les places de l'équipe au classement de la Coupe du monde de cyclisme sur route féminine, ainsi que la meilleure cycliste au classement individuel de chaque saison.
| Année | Classement par équipes | Meilleure coureuse au classement individuel |
| 2008  | 26e                    | Sara Mustonen (61e)                         |
| 2009  | 28e                    | Marta Vila Josana Andreu (73e)              |

## Victoires principales

### Compétitions internationales
Cyclisme sur piste
- Championnats du monde : 1
  - Poursuite élite B : 2007 (Evelyn García)

### Championnats nationaux
Cyclisme sur route
- Championnats d'Espagne : 1
  - Course en ligne : 2009 (Marta Vila Josana Andreu)

## Encadrement
Massimiliano Bonanomi dirige l'équipe et la représente auprès de l'UCI durant toute son existence. En 2007, le gérant de l'équipe est Ruben Contreras. En 2008, ce sont Luca Parravicini et Luca Maggioni. En 2009, ce dernier devient l'assistant de Aleardo Rossi.

## Partenaires
L'équipe est parrainée par le fabricant de menuiserie Dila. Les vélos sont fournis par les cycles Guerciotti.

## Dopage
En 2008, Marta Bastianelli, dans l'équipe à partir de juin, est suspendue pour avoir été contrôlée positive à la flenfluramine durant les championnats d'Europe
.

## CMAX Dila en 2009

### Arrivées et départs
| Arrivées              | Équipe 2008               |
| --------------------- | ------------------------- |
| Saneila Biagi         |                           |
| Francesca Faustini    | Safi-Pasta Zara Manhattan |
| Kettj Manfrin         | Safi-Pasta Zara Manhattan |
| Edita Pučinskaitė     | Nürnberger Versicherung   |
| Alessia Quarta        | USC Chirio Forno d'Asolo  |
| Silvia Tirado Marquez |                           |
| Chiara Vanni          |                           |

| Départs                | Équipe 2009 |
| ---------------------- | ----------- |
| Maja Adamsen           |             |
| Lidia Arcangeli        |             |
| Marta Bastianelli      | Suspendue   |
| Maria Helena Bornak    |             |
| Daniela Capitano       |             |
| Vera Carrara           |             |
| Silvia Castoldi        |             |
| Sabrina Conca          |             |
| Alice Donadoni         |             |
| Silvia Eusebi          |             |
| Marina Khodtchenkova   |             |
| Oxana Kostenko         |             |
| Sara Mustonen          |             |
| Dorte Lohse Rasmussen  |             |
| Azucena Sanchez Benito |             |

### Effectif
| Cycliste                 | Date de naissance | Nationalité    | Équipe 2008               |  |
| ------------------------ | ----------------- | -------------- | ------------------------- |  |
| Saneila Biagi            | 19 septembre 1988 | Italie         |                           |  |
| Francesca Faustini       | 27 décembre 1988  | Italie         | Safi-Pasta Zara Manhattan |  |
| Kettj Manfrin            | 6 mai 1981        | Italie         | Safi-Pasta Zara Manhattan |  |
| Alessia Massaccesi       | 5 février 1989    | Italie         | CMAX Dila                 |  |
| Edita Pučinskaitė        | 27 novembre 1975  | Lituanie       | Nürnberger Versicherung   |  |
| Alessia Quarta           | 23 juin 1976      | Italie         |                           |  |
| Silvia Tirado Marquez    | 27 juillet 1986   | Espagne        |                           |  |
| Arien Torsius            | 3 avril 1987      | Afrique du Sud | CMAX Dila                 |  |
| Chiara Vanni             | 21 juillet 1989   | Italie         |                           |  |
| Marta Vila Josana Andreu | 13 mars 1975      | Espagne        | CMAX Dila                 |  |

### Victoires
| Date    | Course                          | Pays    | Classe | Vainqueur                |
| ------- | ------------------------------- | ------- | ------ | ------------------------ |
| 27 juin | Championnat d'Espagne sur route | Espagne | CN     | Marta Vila Josana Andreu |

### Classement UCI
| Rang | Coureur                  | Points |
| ---- | ------------------------ | ------ |
| 148  | Marta Vila Josana Andreu | 18     |

### Dissolution fin 2009
| Arrivées | Équipe 2009 |
| -------- | ----------- |

| Départs                  | Équipe 2010        |
| ------------------------ | ------------------ |
| Saneila Biagi            |                    |
| Francesca Faustini       |                    |
| Kettj Manfrin            |                    |
| Alessia Massaccesi       |                    |
| Edita Pučinskaitė        | Gauss Rdz Ormu     |
| Alessia Quarta           |                    |
| Silvia Tirado Marquez    |                    |
| Arien Torsius            |                    |
| Chiara Vanni             | Vaiano Solaristech |
| Marta Vila Josana Andreu |                    |